# Botrytis bifurcata
Botrytis bifurcata är en svampart som beskrevs av J.H. Mill., Giddens & A.A. Foster 1958. Botrytis bifurcata ingår i släktet Botrytis och familjen Sclerotiniaceae.   Inga underarter finns listade i Catalogue of Life.